# Hydroptila incertula
Hydroptila incertula är en nattsländeart som beskrevs av Martin E. Mosely 1934. Hydroptila incertula ingår i släktet Hydroptila och familjen smånattsländor. Inga underarter finns listade i Catalogue of Life.